# スケルツォ・タランテラ
スケルツォ・タランテラ（Scherzo-tarantelle）作品16は、ヘンリク・ヴィエニャフスキが作曲したヴァイオリンとピアノのための作品。ト短調。
ヴァイオリニストによる作品らしく、非常に華やかなヴァイオリン技巧に彩られている。三部形式。8分の6拍子。冒頭にピアノがタランテラリズムをオクターブで表し、華々しいヴァイオリン技巧を披露する。6度の和声はピアノでは難しくないが、ヴァイオリンでは移弦を滑らかに行うことが要求され、かなりの難所。時に重音とフラジオレットを組み合わせるなど、粋を凝らしている。中間部はト長調とニ長調の穏やかな部分。ここでもヴァイオリンは歌謡的な旋律を歌う。
日本ではJR東日本のCMで使用された（演奏：五嶋龍）。